# おおた慶文
おおた 慶文（おおた けいぶん、本名・太田 慶文〈おおた よしふみ〉、1951年11月10日 - ）は、日本の画家・イラストレーター。北海道羽幌町出身。北海道美深高等学校卒業。

## 概要
子供や少女を描いた淡く抒情豊かな水彩画で人気が高い。多数の作品および画集を発表しているほか、雑誌・書籍の挿絵や大手企業の各種広告なども手がけ、個展でも多数の観客を集めている。
1981年サンリオ主催「詩とメルヘン第1回イラストコンクール」で最優秀作品賞を受賞。
1986年第12回サンリオ美術賞受賞。

## 作品

### 画集
- 『ひだまり』（サンリオ、1983）ISBN 978-4387830054
- 『こもれび』（サンリオ、1983）ISBN 978-4387830757
- 『あのこ』（白泉社、1985）ISBN 978-4592760382
- 『おくれ毛は風のかたち』（サンリオ、1986）ISBN 978-4387861270
- 『そして』（白泉社、1987）ISBN 978-4592760443
- 『はつ恋』（サンリオ、1988｜新装版1995）ISBN 978-4387870913
- 『風のラビリンス』（白泉社、1989）ISBN 978-4592760542
- 『まえぶれの刻』（サンリオ、1989｜新装版1994）ISBN 978-4387940128
- 『REFRAIN』（サンリオ、1990）ISBN 978-4387900665
- 『碧のシルエット』（白泉社、1991）ISBN 978-4592760573
- 『惹かれて』（サンリオ、1991）ISBN 978-4387910817
- 『Four Seasons』（ピンポイント、1991｜再版サンリオ、1998）ISBN 978-4594008444
- 『きっと』（白泉社、1992）ISBN 978-4592760597
- 『ゆびきり』（サンリオ、1992）ISBN 978-4387922704
- 『風色のくちづけ』（サンリオ、1993）ISBN 978-4387930990
- 『フリーランス』（ムービック、1995）ISBN 978-4896011395
- 『夢語り』（サンリオ、1995）ISBN 978-4387950295
- 『花盛り』（サンリオ、1997）ISBN 978-4387970019
- 『やくそく』（白泉社、1998）ISBN 978-4592760856
- 『ピアニッシモ』（愛育社、2004）ISBN 978-4750001906

### 複製画集
- 『想い出のエチュード』（サンリオ、自選複製画12枚入り、1987）ISBN 978-4387872122
- 『あこがれ』（サンリオ、自選複製画集12枚入り、1988）ISBN 978-4387880158
- 『CRYSTAL』（サンリオ、ポスター型ワイド画集14枚入り、1988）ISBN 978-4387880547
- 『リリカルカードギャラリー』（白泉社、ポストカード集16枚入り、1988）ISBN 978-4592730613
- 『おもかげ』（サンリオ、自選複製画集12枚入り、1988）ISBN 978-4387882923
- 『SWEET HEART』（サンリオ、ポスター型ワイド画集13枚入り、1989）ISBN 978-4387891123
- 『くちぐせ』（サンリオ、ポストカードライブラリー12枚入り、1989）ISBN 978-4387891215
- 『君待つと』（サンリオ、ポストカードライブラリー12枚入り、1989）ISBN 978-4387894216
- 『ときめき』（サンリオ、ポストカードライブラリー12枚入り、1990）ISBN 978-4387901709
- 『あふれる想い』（サンリオ、自選複製画集12枚入り、1990）ISBN 978-4387902072
- 『DESIRE』（サンリオ、ポスター型ワイド画集12枚入り、1990）ISBN 978-4387902065
- 『胸さわぎ』（サンリオ、自選複製画集12枚入り、1991）ISBN 978-4387912774
- 『EMPATHY』（サンリオ、ポスター型ワイド画集12枚入り、1991）
- 『おおた慶文セレクション』（扶桑社、ポストカード12PEACE12枚入り、1992）ISBN 978-4594010614
- 『風少女』（サンリオ、ポストカードライブラリースペシャル24枚入り、1992)ISBN 978-4387922605
- 『秋色の絵具』（扶桑社、おおた慶文セレクション12枚入り、1992）ISBN 978-4594010614

### 挿絵・他
- 『小椋佳 いたずらに』文庫本表紙（新潮文庫、著・小椋佳 1981）ISBN 978-4101258010
- 『青い目をしたお人形ベティ』創作童話（太平出版社、作・武田英子 1983）ISBN 978-4803117066
- 『子供たちはどこへ』単行本（講談社、著・永井道雄 1983）ISBN 978-4062006750
- 『お父さんお母さん聞いてください』単行本（みずうみ書房、著・濤川栄太 1983）ISBN 978-4838083138
- 『季節のはじまり』詩集（サンリオ、詩・きのゆり 1984）ISBN 978-4387902218
- 『おかあさんってよんでいい?』児童図書（ポプラ社、作・吉本直志郎 1985）ISBN 978-4591017180
- 『あたしのいもうと』創作童話（白泉社、作・武鹿悦子 1985）ISBN 978-4592760320
- 『いつか花の妖精に』創作絵本（偕成社・KS企画 、作・おおた慶文 1985）ISBN 978-4039632401
- 『甑島のパパねずみ』単行本（主婦の友社、著・斎藤きみ子 1985）ISBN 978-4079219877
- 『母子健康手帳・副読本』の表紙  (母子衛生研究会、 1985｜1987）
- 『北の天使南の天使』文庫本  (ポプラ社、作・吉本直志郎 1985）ISBN 978-4591020135
- 『虹よ、わが心に』単行本（オレンジ出版、著・村田晴彦 1985）ISBN 978-4871790031
- 『さよならぼくの赤い蝶』児童図書（ポプラ社、作・吉本直志郎 1985）ISBN 978-4591020579
- 『岩波の子育てブック幼年期』育児書（岩波書店、全4巻１セット 1986）ISBN 978-4000098762
- 『エイプリル・シャワー物語』文庫本（徳間書店、作・藤川桂介1986）ISBN 978-4196695530
- 『あしたの降水確率0パーセント』創作文学（偕成社、作・河野貴子 1986）ISBN 978-4037206505
- 『みつめあえば』詩集（サンリオ、詩・内城文恵 1986）ISBN 978-4387860709
- 『翔子』単行本（くもん出版、著・金川純子 1986）ISBN 978-4875763024
- 『おおた慶文の世界』画報（サンリオ、1986）ISBN 978-4387870999
- 『高原の夏にかんぱい』ノベルズ（ケイエス企画、作・井上よう子  1987)ISBN 978-4036400409
- 『くもんのそろそろおこさまに シリーズ６種』ドリル表紙（くもん出版、1987）ISBN 978-4875763451
- 『ママ一年生 赤ちゃんと遊ぼ』単行本表紙（大泉書店、著・田島啓子 1988）ISBN 978-4278036510
- 『あかちゃんメモリー』ギフトブック（サンリオ、 1988）ISBN 978-4387872979
- 『新 こんな女と暮らしてみたい』文庫表紙（角川書店、作・高橋三千綱 1988）ISBN 978-4041458105
- 『愛のかたち』詩集（サンリオ、詩・きのゆり 1988）ISBN 978-4387880059
- 『美少女の伝説/新装版』ムック（サンリオ、監修・やなせたかし 1989）ISBN 978-4387894131
- 『夢・シンフォニー』エッセイ集（白泉社、文・小川範子 1991）ISBN 978-4592730958
- 『詩だいすき 1年』詩集表紙（エミール社、編・日本作文の会 1993）ISBN 978-4900592162
- 『首飾り』文芸図書表紙（河出書房新社、著・雨森零 1995）ISBN 978-4309009575
- 『別冊PHP 4月増刊号』月刊誌表紙（PHP研究所、1996）
- 『ねこのみち』詩集（教育出版センター、詩・小林比呂古 1996）ISBN 978-4763243355
- 『大好き！』短歌絵本（エデションq、短歌・干場しおり 1996）ISBN 978-4874175231
- 『花うらない』短歌絵本（河出書房新社、短歌・俵万智 1996/新版 1998）ISBN 978-4309620930
- 『保健室の三十一文字』短歌集表紙（フーコー、編集・近藤真庸 1998）ISBN 978-4795248342
- 『はたちの恋』詩集表紙（武田出版、詩・北村里香　1999）ISBN 978-4795240360
- 『しまなみ幻想』長編推理小説表紙（光文社、作・内田康夫 2002/新書版2004）ISBN 978-4795248342
- 『ヒミコの夏』文芸小説表紙（PHP研究所、作・鯨統一郎 2003）ISBN 978-4569629902
- 『福音の少年』小説表紙（角川書店、作・あさのあつこ 2005）ISBN 978-4048736312
- 『時計を忘れて森へいこう』文庫本表紙（東京創元社、作・光原百合 2006）ISBN 978-4488432027
- 『涙が虹にかわるまで』単行本表紙（文芸社、作・ほんのしおり 2007）ISBN 978-4286039480
- 『風がふく日のお星さま』童謡詩集（銀の鈴社、詩・宮田滋子 2009）ISBN 978-4877861971
- 『きばなコスモスの道』童謡詩集（銀の鈴社、詩・峰松晶子 2009）ISBN 978-4877862022
- 『少女Ａ』小説表紙（祥伝社、作・ 新堂冬樹2014）ISBN 978-4396634469
- CD-ROM
  - 『おおた慶文の世界』（リンク工房、ナレーション・西村知美、1995）
- CDジャケット
  - 『いたずらに』（キティレコード、歌・小椋佳、LPレコード、1981）
  - 『泣かせて』（キティレコード、歌・小椋佳、EPレコード、1983）
  - 『めざめの刻に』（キティレコード、歌・井上香織、LPレコード、1984）
  - 『ガラスのトランペット』（キングレコード、歌・伊藤あきひろ、EP・LPレコード、1985）
  - 『SNOWFLAKES』（CBSソニー、歌・南野陽子、CD付録のブックレット、1988）
  - 『誕生』（ビクター、歌・益田宏美、1989）
  - 『岡村孝子作品集』（サンリオ、インストルメンタル10曲、1991）
  - 『家族』（ビクター、歌・益田宏美、ブックレット、1991）
  - 『愛をプラスワン』（ビクター、歌・益田宏美、シングルCD、1992）
  - 『きょうだい』（ビクター、歌・益田宏美、ブックレット、1992）
  - 『今井美樹作品集』（サンリオ、CDカセット入りインストルメンタル10曲、1992）
  - 『君の声聴けば』（キティレコード、歌・小椋佳、シングルCD、1994）
  - 『ほーら、泣きやんだ！』シリーズ（ビクター、演奏・神山純一、全16タイトル）
  - 『ロマンシングサ･ガ３｜ウィンディ・テイル』（スクウェアソフト、 1996）
- テレビドラマ
  - 『風少女』タイトルバック画 ('88 NTV系、後藤久美子主演、津川雅彦、梅宮辰夫)
  - 『先生の秘密』（NHK松江放送局、青山草太、戸田菜穂、織本順吉／原作「青い目をしたお人形ベティ」太平出版社、作・武田英子・絵・おおた慶文  1983) ISBN 978-4803117066
- 絵はがき
  - 『君のまなざし』（東北郵政局、絵入りはがき5枚セット、1993）
  - 『君のまなざし2』（東北郵政局、絵入りはがき5枚セット、1994）

### 広告等
- 三菱温風暖房機クリーンヒーター '87〜'89
- 盛岡ショッピング・パル'87〜'88（4絵柄）
- 京王プラザホテルブライダル '90〜'92（5絵柄）
- キッセイ薬品工業薬品ウテメリン '89（4絵柄）
- 札幌セミナー '90〜'91（3絵柄）
- 旭川グランドホテルブライダル '93（3絵柄）
- ロゼット本舗化粧品洗顔フォーム'93（2絵柄）
- 郵便局第33回かんぽ作文コンクール '94（4絵柄）
- 東京ドームインフォメーションカレンダー '96〜'98（36絵柄）
- NTTドコモ関西新聞広告 '05（3絵柄）